# Commelina heterosperma
Commelina heterosperma là một loài thực vật có hoa trong họ Commelinaceae. Loài này được Blatt. & Hallb. mô tả khoa học đầu tiên năm 1921.